# Persone di nome Harald
| Questa pagina contiene informazioni ricavate automaticamente dalle voci biografiche con l'ausilio del template Bio e di un bot. L'aggiornamento è periodico e automatico e ricostruisce completamente la pagina. Se manca una persona in questa lista, sei pregato di non aggiungerla, ma accertati piuttosto che la sua voce biografica contenga il template Bio e che i dati anagrafici siano correttamente compilati. Se il template Bio manca, inseriscilo tu stesso o, in alternativa, metti l'avviso {{tmp\|Bio}} che ne segnala la mancanza. Se i dati riportati sono sbagliati, correggi direttamente la voce biografica; le modifiche saranno visibili in questa lista entro pochi giorni. Per chiarimenti vedi il progetto antroponimi. La lista contiene solo le 129 persone che sono citate nell'enciclopedia e per le quali è stato implementato correttamente il template Bio. Pagina aggiornata al 16 ott 2024. |

Questa è una lista di persone presenti nell'enciclopedia che hanno il prenome Harald, suddivise per attività principale.

## Allenatori di calcio(8)
- Harald Aabrekk, allenatore di calcio e ex calciatore norvegese (Nordfjordeid, n. 1956)
- Harald Bersaas, allenatore di calcio norvegese (n. 1939)
- Harald Cerny, allenatore di calcio e ex calciatore austriaco (Vienna, n. 1973)
- Harald Gämperle, allenatore di calcio e ex calciatore svizzero (San Gallo, n. 1968)
- Harald Halvorsen, allenatore di calcio, calciatore e pattinatore di velocità su ghiaccio norvegese (n. 1898 - † 1992)
- Harald Irmscher, allenatore di calcio e ex calciatore tedesco-orientale (Oelsnitz, n. 1946)
- Harald Sunde, allenatore di calcio e ex calciatore norvegese (Trondheim, n. 1944)
- Harald Wapenaar, allenatore di calcio e ex calciatore olandese (Vlaardingen, n. 1970)

## Arbitri di calcio(1)
- Harald Lechner, arbitro di calcio austriaco (Vienna, n. 1982)

## Architetti(1)
- Harald Aars, architetto norvegese (Christiania, n. 1875 - Oslo, † 1945)

## Arrampicatori(1)
- Harald Berger, arrampicatore e alpinista austriaco (Linz, n. 1972 - Hintersee, † 2006)

## Attori(6)
- Harald Krassnitzer, attore austriaco (Grödig, n. 1960)
- Harald Leipnitz, attore tedesco (Wuppertal, n. 1926 - Monaco di Baviera, † 2000)
- Harald Maack, attore e regista teatrale tedesco (Stelle, n. 1955)
- Harry Meyen, attore, regista e doppiatore tedesco (Amburgo, n. 1924 - Amburgo, † 1979)
- Harald Paulsen, attore e regista tedesco (Elmshorn, n. 1895 - † 1954)
- Harald Stormoen, attore e regista teatrale norvegese (Nord-Odal, n. 1872 - Oslo, † 1937)

## Bobbisti(3)
- Harald Czudaj, ex bobbista tedesco (Wermsdorf, n. 1963)
- Harald Seifert, bobbista tedesco (Quedlinburg, n. 1953)
- Harald Winkler, ex bobbista e ex velocista austriaco (Graz, n. 1962)

## Calciatori(28)
- Harald Benz, ex calciatore liechtensteinese (n. 1972)
- Harald Berg, ex calciatore norvegese (Bodø, n. 1941)
- Harald Martin Brattbakk, ex calciatore norvegese (Trondheim, n. 1971)
- Harald Finstad, calciatore norvegese (n. 1898 - † 1992)
- Harald Fritzsche, calciatore tedesco orientale (Neustadt an der Orla, n. 1937 - Jena, † 2008)
- Harald Gulbrandsen, calciatore norvegese (Trondheim, n. 1940 - Melhus, † 2022)
- Harald Gundersen, calciatore norvegese (n. 1905 - † 1979)
- Harald Hansen, calciatore danese (Copenaghen, n. 1884 - Aarhus, † 1927)
- Harald Hennum, calciatore norvegese (n. 1928 - † 1993)
- Harald Johansen, calciatore norvegese (Fredrikstad, n. 1887 - Oslo, † 1965)
- Harald Kaarman, calciatore estone (Paide, n. 1901 - Ekaterinburg, † 1942)
- Harald Karger, ex calciatore tedesco (Weilburg, n. 1956)
- Harald Kohr, ex calciatore tedesco (Treviri, n. 1962)
- Harald Konopka, ex calciatore tedesco (Düren, n. 1952)
- Harald Lødemel, ex calciatore norvegese (Eid, n. 1974)
- Harald Mothes, ex calciatore tedesco orientale (n. 1956)
- Harald Nickel, calciatore tedesco (Espelkamp, n. 1953 - † 2019)
- Harald Nielsen, calciatore danese (Frederikshavn, n. 1941 - Klampenborg, † 2015)
- Harald Nilsen Tangen, calciatore norvegese (Stavanger, n. 2001)
- Harald Pettersen, calciatore norvegese (n. 1911 - † 1978)
- Harald Pichler, calciatore austriaco (Klagenfurt, n. 1987)
- Harald Schønfeldt, calciatore norvegese (n. 1896 - † 1950)
- Harald Schumacher, ex calciatore e allenatore di calcio tedesco (Düren, n. 1954)
- Harald Schütze, calciatore tedesco orientale (n. 1948 - † 2016)
- Harald Solberg, ex calciatore norvegese (Lørenskog, n. 1973)
- Harald Undahl, ex calciatore norvegese (n. 1953)
- Harald Wehner, calciatore tedesco orientale (Erfurt, n. 1938 - † 2012)
- Harry Zech, ex calciatore liechtensteinese (n. 1969)

## Canoisti(1)
- Harald Gimpel, ex canoista tedesco (Wallendorf, n. 1951)

## Canottieri(1)
- Harald Jährling, canottiere tedesco (Burg, n. 1954 - Klötze, † 2023)

## Cestisti(1)
- Harald Frey, cestista norvegese (Oslo, n. 1997)

## Chitarristi(2)
- Demonaz Doom Occulta, chitarrista, paroliere e cantante norvegese (Bergen, n. 1970)
- Hal Lindes, chitarrista e compositore statunitense (Monterey, n. 1953)

## Ciclisti su strada(2)
- Harald Maier, ex ciclista su strada austriaco (Schladming, n. 1960)
- Harald Totschnig, ex ciclista su strada austriaco (Kaltenbach, n. 1974)

## Compositori(1)
- Harald Sæther, compositore norvegese (Oppdal, n. 1946 - Oppdal, † 2021)

## Condottieri(1)
- Harald il Giovane, condottiero norrena

## Danzatori(3)
- Harald Kreutzberg, ballerino e coreografo tedesco (Liberec, n. 1902 - Berna, † 1968)
- Harald Lander, ballerino, coreografo e direttore artistico danese (Copenaghen, n. 1905 - Copenaghen, † 1971)
- Harald Scharff, ballerino e attore teatrale danese (Copenaghen, n. 1836 - Roskilde, † 1912)

## Discoboli(1)
- Harald Andersson, discobolo svedese (Stanford, n. 1907 - Nynäshamn, † 1985)

## Filosofi(1)
- Harald Høffding, filosofo danese (Copenaghen, n. 1843 - Copenaghen, † 1931)

## Fisici(1)
- Harald Fritzsch, fisico tedesco (Zwickau, n. 1943 - Monaco di Baviera, † 2022)

## Fondisti(3)
- Harald Østberg Amundsen, fondista norvegese (n. 1998)
- Harald Eriksson, fondista svedese (Lycksele, n. 1921 - Umeå, † 2015)
- Harald Grønningen, fondista norvegese (Lensvik, n. 1934 - Lensvik, † 2016)

## Generali(1)
- Harald Öhquist, generale finlandese (Helsinki, n. 1891 - Helsinki, † 1971)

## Ginnasti(3)
- Harald Halvorsen, ginnasta norvegese (Østre Aker, n. 1878 - Oslo, † 1965)
- Axel Ljung, ginnasta, lunghista e velocista svedese (Stoccolma, n. 1884 - Stoccolma, † 1938)
- Harald Smedvik, ginnasta norvegese (n. 1888 - † 1956)

## Giornalisti(1)
- Harald Tammer, giornalista, sollevatore e pesista estone (Tallinn, n. 1899 - Semënov, † 1942)

## Hockeisti su ghiaccio(2)
- Harald Egger, ex hockeista su ghiaccio italiano (Merano, n. 1970)
- Harald Zingerle, ex hockeista su ghiaccio italiano (Bolzano, n. 1973)

## Imprenditori(1)
- Harald Quandt, imprenditore e aviatore tedesco (Charlottenburg, n. 1921 - Sanfront, † 1967)

## Ingegneri(1)
- Harald Friis, ingegnere danese (Næstved, n. 1893 - Palo Alto, † 1976)

## Linguisti(2)
- Harald Haarmann, linguista tedesco (Braunschweig, n. 1946)
- Harald Weinrich, linguista e filologo tedesco (Wismar, n. 1927 - Münster, † 2022)

## Matematici(3)
- Harald Bohr, matematico e calciatore danese (Copenaghen, n. 1887 - Copenaghen, † 1951)
- Harald Geppert, matematico tedesco (Breslavia, n. 1902 - Berlino, † 1945)
- Harald Helfgott, matematico peruviano (Lima, n. 1977)

## Medici(2)
- Harald Hirschsprung, medico danese (n. 1830 - † 1916)
- Harald zur Hausen, medico tedesco (Gelsenkirchen, n. 1936 - Heidelberg, † 2023)

## Mezzofondisti(2)
- Harald Hudak, ex mezzofondista tedesco (Vaihingen an der Enz, n. 1957)
- Harald Norpoth, ex mezzofondista tedesco (Münster, n. 1942)

## Musicisti(1)
- Harald Kloser, musicista, sceneggiatore e produttore cinematografico austriaco (Hard, n. 1956)

## Oceanografi(1)
- Harald Sverdrup, oceanografo e meteorologo norvegese (Sogndal, n. 1888 - † 1957)

## Ostacolisti(1)
- Harald Schmid, ex ostacolista e velocista tedesco (Hanau, n. 1957)

## Pattinatori di velocità su ghiaccio(1)
- Harald Strøm, pattinatore di velocità su ghiaccio e calciatore norvegese (Horten, n. 1897 - Horten, † 1977)

## Piloti automobilistici(1)
- Harald Ertl, pilota automobilistico e giornalista austriaco (Zell am See, n. 1948 - Gießen, † 1982)

## Piloti motociclistici(3)
- Harald Bartol, pilota motociclistico austriaco (Straßwalchen, n. 1947)
- Harald Eckl, pilota motociclistico e dirigente sportivo tedesco (Vohenstrauß, n. 1953)
- Harald Ott, pilota motociclistico tedesco (Heidenheim)

## Pistard(1)
- Harald Christensen, pistard danese (Kolding, n. 1907 - Copenaghen, † 1994)

## Pittori(1)
- Harald Sohlberg, pittore norvegese (Kristiania, n. 1869 - Oslo, † 1935)

## Principi(1)
- Harald di Danimarca, principe danese (Palazzo di Charlottenlund, n. 1876 - Copenaghen, † 1949)

## Registi(4)
- Harald Braun, regista, sceneggiatore e produttore cinematografico tedesco (Berlino, n. 1901 - Xanten, † 1960)
- Harald Philipp, regista, sceneggiatore e attore tedesco (Amburgo, n. 1921 - Berlino, † 1999)
- Harald Reinl, regista tedesco (Bad Ischl, n. 1908 - Puerto de la Cruz, † 1986)
- Harald Zwart, regista olandese (Amsterdam, n. 1965)

## Schermidori(2)
- Harald Hein, schermidore tedesco (Tauberbischofsheim, n. 1950 - Tauberbischofsheim, † 2008)
- Harald Stehr, schermidore tedesco (n. 1980)

## Sciatori alpini(6)
- Harald Arnesen, ex sciatore alpino norvegese (n. 1935)
- Harald Gefle, ex sciatore alpino norvegese (n. 1960)
- Harald Krenn, ex sciatore alpino austriaco (n. 1965)
- Harald Pachner, ex sciatore alpino austriaco (n. 1978)
- Harald Rofner, ex sciatore alpino austriaco (n. 1948)
- Harald Christian Strand Nilsen, ex sciatore alpino norvegese (Gjøvik, n. 1971)

## Scrittori(1)
- Harald Kidde, scrittore danese (Vejle, n. 1878 - Hareskov, † 1918)

## Slittinisti(1)
- Harald Ehrig, ex slittinista tedesco orientale (Zwickau, n. 1949)

## Sovrani(9)
- Harald dell'Isola di Man, sovrano mannese († 1248)
- Harald Hildetand, re norrena
- Harald IV di Norvegia, re norvegese (n. 1103 - † 1136)
- Harald Granraude, re norrena
- Harald Klak, re norrena (Danimarca - Danimarca, † 854)
- Harald I di Norvegia, re norvegese (Hadeland - Karmøy, † 932)
- Harald II di Norvegia, re (Hals, † 970)
- Harald III di Norvegia, re (Ringerike, n. 1015 - Stamford Bridge, † 1066)
- Harald V di Norvegia, re norvegese (Skaugum, n. 1937)

## Stilisti(1)
- Harald Glööckler, stilista tedesco (Zaisersweiher, n. 1965)

## Storici dell'arte(1)
- Harald Szeemann, storico dell'arte svizzero (Berna, n. 1933 - Locarno, † 2005)

## Tennisti(1)
- Harald Elschenbroich, ex tennista tedesco (Mönchengladbach, n. 1941)

## Tenori(1)
- Harald Bjørkøy, tenore e docente norvegese (Trondheim, n. 1953)

## Teologi(1)
- Harald Rein, teologo e vescovo vetero-cattolico tedesco (Bochum, n. 1957)

## Tiratori a segno(1)
- Harald Natvig, tiratore a segno norvegese (Stavanger, n. 1872 - Hjerkinn, † 1947)

## Senza attività specificata(5)
- Harald Maddadsson, conte († 1206)
- Harald Dohrn,  tedesco (Napoli, n. 1885 - Monaco di Baviera, † 1945)
- Harald Grenske,  norvegese
- Harald Stenvaag, ex tiratore a segno norvegese (Ålesund, n. 1953)
- Harald Vollmar, ex tiratore a segno tedesco (Bad Frankenhausen, n. 1947)